# Вилмар Ролдан
Вилмар Ролдан (шп. Wilmar Alexander Roldán Pérez; Ремедиос, 24. јануар 1980) је колумбијски фудбалски судија. У марту 2013. објављено је како ће он бити један од судија на Светском првенству у фудбалу 2014..